# 耶尔古什·巴恰
耶尔古什·巴恰（1965年1月4日—），斯洛伐克男子冰球运动员，场上位置是后卫。他曾代表斯洛伐克国家队参加1994年冬季奥林匹克运动会冰球比赛，获得第6名。